# American stars 'n bars
American stars 'n bars is het achtste studioalbum van de Canadese  zanger, componist, gitarist en pianist  Neil Young. 

## Muziek
Neil Young speelt op dit album verschillende muziekstijlen zoals country (o.a. Old country waltz en Hold back the tears) en rock (o.a. Hey babe, Bite the bullet en Homegrown). Like a hurricane  duurt ruim acht minuten en bevat lange gitaarsolo’s. Het is een favoriet nummer dat later bij veel liveconcerten het hoogtepunt werd. De opnameperiode loopt van 1974 t/m 1977 en bevat opnames die oorspronkelijk bedoeld waren voor het nooit officieel uitgebrachte album Homegrown.
Alle nummers zijn geschreven door Neil Young, behalve Saddle up the Palomino, dat geschreven is door Bobby Charles, Neil Young en Tim Drummond. Bobby Charles is een cajun- en countrymuzikant die onder meer See You Later, Alligator heeft geschreven voor Bill Haley en Walking to New Orleans voor Fats Domino.

## Tracklist
| Nr. | Titel                  | Duur |
| --- | ---------------------- | ---- |
| 1.  | The old country waltz  | 2:58 |
| 2.  | Saddle up the palomino | 3:00 |
| 3.  | Hey babe               | 3:35 |
| 4.  | Hold back the tears    | 4:18 |
| 5.  | Bite the bullet        | 3:30 |

| Nr. | Titel             | Duur |
| --- | ----------------- | ---- |
| 6.  | Star of Bethlehem | 2:42 |
| 7.  | Will to love      | 7:11 |
| 8.  | Like a hurricane  | 8:20 |
| 9.  | Homegrown         | 2:20 |

## Muzikanten
Neil Young, Crazy Horse  & The Bullets (tracks A1, A2, A3, A4 en A5)
- Zang - Neil Young (tracks A1-A5), Linda Ronstadt (tracks A1-A5) en Nicolette Larson (tracks A1-A5)
- Elektrische en akoestische gitaar - Neil Young (tracks A1-A5) en Frank Sampedro (tracks A1-A5)
- Bas - Billy Talbot (tracks A1-A5)
- Drums - Ralph Molina (tracks A1-A5)
- Steel Gitaar - Ben Keith (tracks A1-A5)
- Viool - Carole Mayedo (tracks A1-A5)

Neil Young (tracks B1 en B2)
- Zang - Neil Young (track B1) en Emmylou Harris (track B1)
- Akoestische gitaar - Neil Young (track B1)
- Dobro - Ben Keith (track B1)
- Drums - Karl Himmel (track B1)
- Bas - Tim Drummond (track B1)
- Diverse instrumenten – Neil Young (track B2)

Crazy Horse (B3 en B4)
- Zang - Neil Young (tracks B3 en B4), Billy Talbot (track B4) en Ralph Molina (track B4)
- Strijkinstrumenten - Frank Sampedro (track B3)
- Elektrische en akoestische gitaar - Neil Young (tracks B3 en B4) en Frank Sampedro (track B4)
- Bas - Billy Talbot (tracks B3 en B4)
- Drums - Ralph Molina (tracks B3 en B4)

## Album
Het album is opgenomen in drie verschillende studio’s: Quadrofonic (Nashville), Wally Heider (Hollywood) en Broken Arrow Indigo Recording Studio in Malibu. Het is geproduceerd door Neil Young, David Briggs en Tim Mulligan, behalve Star of Bethlehem dat is geproduceerd door Elliot Mazer.  Het album is sinds 2003 ook op cd verkrijgbaar.
De track Stars of Betlehem is opgenomen in november 1974, Like a hurricane en Homegrown in november 1975,  Will to love in mei 1976 en de andere tracks in april 1977. 
AllMusic waardeerde dit album met 3 sterren (op een maximum van 5). Het album haalde #21 in de Billboard 200 albumlijst en behaalde een gouden plaat.  In Groot-Brittannië bereikte het album een twaalfde plek. De plaat stond in Nederland tien weken genoteerd in een van de voorlopers van de Nederlandse Album Top 100 met #4 als hoogste plek.
Er zijn twee singles van dit album verschenen: Hey babe en Like a hurricane. Geen van beide haalde de hitparade. 